# Aleksandrowo (gmina Sużany)
Aleksandrowo (lit. Aleksiškės) – dawny zaścianek nad jeziorem Wirungla. Tereny na których był położony, leżą obecnie na Litwie, w okręgu wileńskim, w rejonie wileńskim, w gminie Sużany.
Współcześnie część wsi Śniegi.

## Historia
W dwudziestoleciu międzywojennym leżało w Polsce, w województwie wileńskim, w powiecie wileńsko-trockim, w gminie Niemenczyn. W 1931 miejscowość liczyła 6 mieszkańców, zamieszkałych w 1 budynku.
Po II wojnie światowej w granicach Związku Sowieckiego. Od 1991 na niepodległej Litwie.